# В тени (фильм, 1946)
«В тени» (англ. Shadowed), также известный как «Рука в перчатке» (англ. The Gloved Hand) — фильм нуар режиссёра Джона Стёрджеса, который вышел на экраны в 1946 году.
Фильм рассказывает о владельце компании по производству садового инвентаря (Ллойд Корриган), который случайно находит печатные формы, принадлежащие банде фальшивомонетчиков, после чего в силу обстоятельств разоблачает банду преступников.
Эта картина затрагивает тему фальшивомонетничества наряду с такими фильмами нуар, как «Агенты казначейства» (1947), «Попавший в ловушку» (1949), «Саутсайд 1-1000» (1950) и «За пределами закона» (1956).

## Сюжет
В гольф-клубе во время отработки удара владелец компании по производству садового инвентаря Фред Дж. Джонсон (Ллойд Корриган) забивает мяч в лунку с одного удара. Чтобы увековечить такое достижение, Фред ставит на мяче дату и свои инициалы, собираясь в дальнейшем поместить его на почётное место в своём доме. Однако после следующего удара мяч улетает в канаву и скатывается в дренажную трубу. Спустившись за мячом, Фред обнаруживает в трубе труп, рядом с которым лежит маленькая упаковка. Фред забирает упаковку, после чего слышит возбуждённый разговор некого Тони Монтагю (Уилтон Графф) со своей женой Эдной (Дорис Хоук), из которого следует, что Тони и есть убийца. Фред прячется, после чего в поисках упаковки Тони находит мяч Фреда, понимая, что её забрал человек с инициалами «Ф.Дж», который находится где-то рядом. Тони громким голосом предупреждает владельца мяча, чтобы тот не обращался в полицию, угрожая в противном случае убить его и всю его семью. Однако, услышав звук полицейских сирен, Тони и Эдна скрываются, а Фред в беспокойном состоянии возвращается домой к своим дочерям Кэрол (Анита Луиз) и Джинни (Терри Мур). Дома Фред открывает упаковку, обнаруживая там адрес типографии и типографские формы для печати банкнот. Он порывается позвонить в полицию, однако, вспомнив об угрозе Тони, отказывается от звонка. Когда Тони и Эдна приезжают к своему боссу Лефти (Пол Е. Бёрнс), тот их жёстко отчитывает за промах и посылает немедленно вернуть печатные формы. На следующий день средства массовой информации сообщают об убийстве, а Фред вдруг замечает, что потерял свой талисман, лосиный зуб, который крепился к цепочке его часов.
После того, как старшая дочь Кэрол уезжает на свидание с банкиром по имени Марк Белламан (Марк Робертс), младшая дочь, 16-летняя Джинни, едет в гольф-клуб со своим ухажёром Лестером Бинки (Эрик Робертс), который увлекается криминальными историями и надеется принять участие в расследовании этого убийства. Недалеко от места, где было найдено тело, Джинни находит талисман отца. Тем временем Тони возвращается в гольф-клуб за списком всех, что был там днём ранее, выдавая себя за детектива, ведущего расследование убийства. Увидев Джинни, он выясняет её имя и догадывается, что она дочь Фреда, инициалы которого написаны на мяче. Тони говорит девушке, что они с Фредом старые друзья, и отвозит её домой к отцу, тем самым выясняя его адрес. Когда Фред выходит на улицу, чтобы анонимно отправить по почте в полицию печатные формы, его встречает наблюдающий за домом Лефти, который угрожает убить Джинни, если Фред обратится полицию. Лейтенант полиции Брейден (Майкл Дуэйн) приезжает к Джонсонам домой, где Джинни отдаёт ему найденный на месте преступления талисман отца. Затем Брейден допрашивает Фреда, то обращает внимание на его чрезмерное волнение, после чего поручает детективу Селлерсу (Джек Дэвис) проследить за Фредом. Вечером, после того как Джинни с Лестером уходят на танцы, Фред отправляется в свой офис. Когда Джинни возвращается домой, банда Лефти похищает её. Затем Лефти, Тони и Эдна приезжают в офис к Фреду, где требуют отдать печатные формы, в противном случае угрожая убить Джинни. После избиений и угроз Фред соглашается отдать формы в обмен на Джинни, настаивая на том, чтобы её доставили к нему в офис. Однако когда бандиты привозят его дочь, Фред отказывается от обмена. В этот момент разъярённый Тони выхватывает пистолет и направляет его на Фреда. Не выдержав напряжения, Эдна в панике подбегает к окну и начинает звать на помощь. Тони выстрелом в спину убивает жену, однако, воспользовавшись моментом, Фред и Джинни хватают хранящиеся в офисе мотыги, и Фред одним ударом вырубает Тони. После этого, угрожая Лефти мотыгами, Фред и Джинни удерживают его до появления Селлерса. На следующий день Фред со своей семьёй празднует успех, когда газеты сообщают о том, как Фред героически поймал убийцу.

## В ролях
- Анита Луиз — Кэрол Джонсон
- Ллойд Корриган — Фред Джонсон
- Майкл Дуэйн — лейтенант Брейден
- Марк Робертс — Марк Беллман (в титрах указан как Роберт Скотт)
- Терри Мур — Вирджиния «Джинни» Джонсон (в титрах указана как Хелен Кофорд)
- Дорис Хоук — Эдна Монтагю
- Уилтон Графф — Тони Монтагю
- Эрик Робертс — Лестер Блинки
- Пол Е. Бёрнс — Лефти

## Создатели фильма и исполнители главных ролей
Как отмечает историк кино Шон Эксмейкер, этот фильм «стал второй картиной молодого режиссёра Джона Стёрджеса, который до того успел поработать монтажёром, а затем режиссёром образовательных фильмов для армии во время Второй мировой войны». Вскоре после этой картины Стёрджес сделал такие отличные криминальные триллеры, как «Загадочная улица» (1950) с Риккардо Монталбаном и «Опасность» (1953) с Барбарой Стэнвик. Однако, по словам Эксмейкера, «наибольшего успеха Стёрджес добился с такими классическими вестернами, как „Плохой день в Блэк Роке“ (1955), который принёс ему номинацию на „Оскар“ как лучшему режиссёру, „Перестрелка в коралле О.К.“ (1957) и „Великолепная семёрка“ (1960). Позднее он поставил крепкий военный триллер о побеге из немецкого лагеря для военнопленных „Большой побег“ (1963) со звёздным актёрским составом».
Актёр, сценарист и режиссёр Ллойд Корриган начал работу в кинематографе в 1925 году как актёр, с 1926 года стал также писать сценарии, а в 1930—1939 годах работал как сценарист и режиссёр. Начиная с 1939 года и до окончания карьеры в 1966 году, Корриган снова работал исключительно как актёр. За свою карьеру Корриган сыграл в 138 фильмах, среди которых такие популярные картины, как криминальная комедия «Тонкий человек отправляется домой» (1944), фильмы нуар «Погоня» (1946) и «Большие часы» (1948), классическая комедия «Сирано де Бержерак» (1950), триллер «Маньчжурский кандидат» (1962) и комедийный приключенческий экшн «Этот безумный, безумный, безумный, безумный мир» (1963). Обычно Корриган играл характерные роли второго плана, сыграв в картине «В тени» редкую для себя главную роль.
Актриса Анита Луиз, по словам Эксмейкера, «когда-то была гламурной звездой таких глянцевых костюмированных мелодрам Warner Bros., как „Мадам Дюбарри“ (1934), где она играла Марию-Антуанетту, „Сон в летнюю ночь“ (1935) и „Повесть о Луи Пастере“ (1936)», и в титрах этого фильма, чтобы «придать ему гламура и звёздной мощи», имя Луиз было поставлено на верхнюю строчку. Однако, как замечает киновед, «роль старшей дочери Фреда не даёт ей возможности себя проявить, и она проводит фильм в заботах о своём разнервничавшееся отце и в качестве матери для своей младшей сестры». После этой ленты Луиз, которой на момент съёмок был 31 год, сыграла лишь в трёх кинофильмах, однако проработала на телевидении вплоть до своей смерти в 1970 году.
На момент съёмок фильма Хелен Кофорд было 16 лет, однако она уже успела сыграть небольшие детские роли в фильмах «Газовый свет» (1944) и «Сын Лесси» (1945). В этой картине, как пишет Эксмейкер, «она сыграла увлекающуюся младшую сестру, парень который настолько поглощён криминалом, что забил ей голову идеями о „роковых женщинах“ и „преступлениях страсти“». Вскоре после этого фильма Кофорд сменит имя на Терри Мур и сыграет главную роль в культовом классическом приключенческом экшне «Могучий Джо Янг» (1949) о девушке и гигантской горилле, а также в мелодраме «Вернись, малышка Шеба» (1952), работа в которой принесёт ей номинацию на «Оскар» за роль второго плана.

## История создания фильма
Как отмечает Эксмейкер, обычно подобные фильмы категории В производились на скромных бюджетах киностудиями «бедного ряда». Однако этот фильм произведён на студии Columbia Pictures, которая «предоставляла для производства фильмов категории В свои солидные ресурсы — от декораций и локаций до костюмов и технической поддержки». Благодаря этому студия постоянно «выдавала увлекательные и часто внешне привлекательные низкобюджетные жанровые картины и картины для сдвоенных кинопросмотров». Для съёмок в этих фильмах студия часто задействовала «бывших звёзд и кинорежиссёров, лучшие годы которых остались в прошлом, одновременно студия использовала эти фильмы для подготовки молодых талантов».
Рабочее название этого фильма — «Рука в перчатке» (англ.  The Gloved Hand).
В июне 1946 года «Голливуд Репортер» объявил, что роль Кэрол Джонсон сыграет Лесли Брукс, однако в итоге роль получила Анита Луиз.
Согласно информации «Голливуд Репортер» от июля 1946 года, Columbia получила от Министерства финансов специальное разрешение на съёмку подлинных и фальшивых денег как в рекламе, так и в самом фильме, что обычно запрещалось в кино. Министерство финансов также передало полномочия своей Секретной службе развернуть в фойе кинотеатров выставки, посвящённые техническим приёмам установления фальшивых денег.
По словам Эксмейкера, «весь фильм снят в рамках двухнедельного графика на малом бюджете». Много лет спустя Терри Мур в интервью Гленну Ловеллу, биографу Стёрджеса, вспоминала, что «мы снимали практически всё с одного дубля». Она также рассказывала, что Стёрджес был «жёсткой и суматошной, но яркой и выразительной личностью, и настоящим джентльменом».

## Оценка фильма критикой
После выхода на экраны фильм прошёл практически незамеченным, современные критики также не уделили ему особого внимания. Сандра Бреннан в своей рецензии отметила, что эта «криминальная драма» рассказывает об «отважном богатом мужчине», который своими силами «расправляется с бандой фальшивомонетчиков». Кинокритик Шон Эксмейкер назвал картину «стремительным криминальным триллером, который произведён подразделением фильмов категории В кинокомпании Columbia Pictures». По словам критика, картина была создана в тот период, когда «голливудские фильмы стали использовать более пессимистичный взгляд на жизнь, а также художественный стиль, для которого характерны игра тенями, необычные ракурсы и погружённые в мрак персонажи». В этой картине, по мнению Эксмейкера, «мало экзистенциального пессимизма, это скорее быстрая смесь юмора и саспенса, тем не менее, Стёрджес ввёл в неё элементы нуарового визуального стиля». В частности, «в начале картины, когда Фред натыкается на труп и подслушивает разговор убийц, камера снимает его сверху и сквозь опоры железнодорожного моста, усиливая драматизм опасной ситуации, при этом успешно скрывая лица убийц и показывая только их ноги и руки. Когда же преступники и копы вместе окружают беспомощного свидетеля, действие происходит уже в ночное время, где тени благодаря освещению выразительно ложатся на декорации».